# جاكسون وانغ
جاكسون وانغ هو مغني ورابر عضو في فرقه غوت سفن، كان لاعبا وطنيا سابق للمبارزة في هونغ كونغ.

## النشأة
ولد جاكسون في هونغ كونغ بتاريخ 28 مارس 1994 لعائلة رياضية. والده هو وانغ روجي مدرب سابق لفريق هونغ كونغ للمبارزة والفائز في الألعاب الآسيوية سنة 1978. عندما كان جاكسون في سن 9 سنوات فاز مع أخيه الأكبر بالمركز الأول في بطولة البهلوان والجمباز لفئة الثنائي.
بدأ جاكسون المبارزة عندما كان في سنة 10 سنوات ومنذ ذلك الوقت كان يتدرب على يد والده وكذلك على يد مدربين محترفين وفاز بعدة جوائز وانتصارات لفريق هونغ كونغ الوطني للمبارزة.
جاكسون كان يذهب للمدرسة الأمريكية العالمية منذ الابتدائية ويمكنه التحدث بطلاقة بأربع لغات وهي الماندارين والكانتونية والإنجليزية والكورية.

## المهنة

### قبل الظهور
جاكسون تم إستكشافة من قبل شركة جاي واي بي إنترتينمنت من بين 2000 متقدماً سنة 2010., لقد أراد أن يصبح متدرباً لكن والداه كاناً معارضين لذلك لكنهم وافقوا في النهاية. والده عقد صفقة مع بأنه سيدعه يذهب لكوريا إذا كان أفضل مبارز في أسيا., جاكسون فاز في النهاية بالمركز الأول في المسابقة.
جاكسون أتى لكوريا الجنوبية في 3 يوليو 2011 وأصبح متدرباً رسمياً لدى شركة جاي واي بي إنترتينمت لمدة سنتان ونصف سنة قبل أن يترسم أخيراً في فرقة جوت سفن .

## الإصدارات الموسيقية
| السنة | العنوان                        | الفنان               | المرتبة الموسيقية | الألبوم |
| ----- | ------------------------------ | -------------------- | ----------------- | ------- |
| 2014  | فورزين إن تايم (멈춰버린 시간) | سونمي بمشاركة جاكسون | 100               | فل مون  |
| 2014  | ستريس كوم أون! 스트레스 컴온!) | بيق بيونغ            | —                 | —       |
| 2015  | أوجينيقيو دايونجانغ            | بيق بيونغ            | —                 | —       |

## الأعمال

### المسلسلات
| السنة | العنوان          | القناة           | الدور |
| ----- | ---------------- | ---------------- | ----- |
| 2015  | فارس الأحلام     | يوكو تودو        | نفسه  |
| 2015  | المنتجون (مسلسل) | نظام البث الكوري | نفسه  |

### البرامج الترفيهية
| السنة     | العنوان                         | القناة                | ملاحظات                                                                     |
| --------- | ------------------------------- | --------------------- | --------------------------------------------------------------------------- |
| 2014      | صانعوا النجوم الموسم الأول      | إم بي سي إفري وان     | ظهر ك وانغ كونغ مع ان وهيوك وسونقجاي من بيق بيونغ                           |
| 2014      | ويكلي آيدول                     | إم بي سي إفري وان     | ظهر ك وانغ كونغ (140820, 141231)                                            |
| 2014      | مرحبا أيها الأجنبي              | مؤسسة منهوا للإذاعة   | حلقة التوشسوك الخاصة                                                        |
| 2014      | راديو النجوم                    | مؤسسة منهوا للإذاعة   | الأبطال الرياضيون السابقون ظهر مع بارو                                      |
| 2014      | فيتامين                         | نظام البث الكوري      | 141210                                                                      |
| 2014–2015 | شريك الغرفة الموسم الثاني       | نظام بث سول           | عضو ثابت في البرنامج                                                        |
| 2014–2015 | صانعوا النجوم الموسم الثاني     | إم بي سي إفري وان     | ظهر ك وانغ كونغ مع ان وهيوك وسونقجاي من بيق بيونغ                           |
| 2015      | هابي توقاذر                     | كي بي إس 2            | 150122                                                                      |
| 2015      | المواعدة وحيداً                  | جي تي بي سي           | 150214, 150221                                                              |
| 2015      | كوميديا بيج ليجل                | تي في إن              | 150307                                                                      |
| 2015      | ويكلي آيدول                     | إم بي سي إفري وان     |                                                                             |
| 2015      | عرض الأربعة أشياء               | إمنت (قناة تلفزيونية) | ضيف أمبر 150224                                                             |
| 2015      | حار الدماغ : مشاكل الرجال       | تي في إن              | ضيف راب مونستر من فتيان بانقتان 150423                                      |
| 2015      | حي الفنون والتربية الجسدية      | كي بي إس 2            | 150707                                                                      |
| 2015      | قانون الغابة                    | نظام بث سول           | متسابق                                                                      |
| 2015      | ستار كينغ (برنامج تلفزيوني)     | نظام بث سول           | عضو ثابت في البرنامج                                                        |
| 2015      | رنينق مان                       | نظام بث سول           | مع أعضاء فرقة جوت سفن                                                       |
| 2015      | أذواق الأخرين                   | جي تي بي سي           | عضو ثابت في البرنامج                                                        |
| 2015      | راديو النجوم                    | مؤسسة منهوا للإذاعة   | ضيف مع جيسي ولينا بارك وعضوة فيستار تشاو لاو 151216                         |
| 2015-2016 | نظرة لنفسي                      | نظام البث الكوري      | ضيف سومي 151223, لي كيونغ كيو وجو يونغ نام وضيف مع توايس (فرقة) جويو 160108 |
| 2015-2016 | العودة للثلاجة (النسخة الصينية) | تينسنت                | مذيع مع هي جيونغ                                                            |

## الجوائز والترشيحات
| السنة | الجائزة                  | الفئة                                 | العمل المرشح | النتيجة |
| ----- | ------------------------ | ------------------------------------- | ------------ | ------- |
| 2014  | SBS Entertainment Awards | أفضل شاب صاعد في مجال البرامج المنوعة | شريك الغرفة  | —       |

## وصلات خارجية
- جاكسون وانغ على موقع IMDb (الإنجليزية)
- جاكسون وانغ على موقع ميوزك برينز (الإنجليزية)
- جاكسون وانغ على موقع ديسكوغز (الإنجليزية)
- جاكسون وانغ على موقع قاعدة بيانات الفيلم (الإنجليزية)